# نیلدسون (بازیکن فوتبال)
نیلدسون دا سیلوا ملو (به پرتغالی: Nildeson da Silva Melo) معروف به نیلدسون (Nildeson) بازیکن فوتبال در پست مهاجم اهل السالوادور است که در شهر ریودو ژانیرو و در تاریخ ۲۹ اکتبر ۱۹۶۸ به دنیا آمده‌است.

## باشگاهی
نیلدسون در تیم فوتبال گرمیو سابقهٔ حضور دارد.